# Rafał Skrzetuski-Hoffhalter
Rafał Skrzetuski-Hoffhalter (ur. ok. 1525, zm. 1568) – drukarz polskiego pochodzenia działający w XVI wieku w Austrii i na Węgrzech.
Rafał Skrzetuski urodził się około 1525. Pieczętował się herbem Jastrzębiec. Polskę opuścił prawdopodobnie z powodów wyznaniowych. Początkowo przebywał w Holandii i Szwajcarii. W 1555 przybył do Wiednia, gdzie w 1556 uzyskał przywilej prowadzenia drukarni i księgarni. Przyjął też nowe nazwisko „Hoffhalter”, którym sygnował większość druków. W Wiedniu wydał ponad 120 pozycji w języku niemieckim, hebrajskim i węgierskim. Sympatyzował z ruchem reformacyjnym, co sprawiało, że musiał zmieniać miejsce pobytu.
W 1563 przeniósł się do Debreczyna, gdzie prowadził drukarnię kalwińską. Wydał w niej m.in. tłumaczenie Biblii na węgierski (uchodzące za jedną z najlepiej wydanych książek węgierskich w XVI w.) oraz przekład zbioru praw węgierskich Tripartitum Stefana Werböczy’ego (1565). Następnie krótko przebywał w mieście Oradea. W 1566 lub 1567 na zaproszenie księcia Jana Zygmunta Zápolyi przybył do Alba Julia w Siedmiogrodzie, gdzie drukował polemiczne dzieła wyznaniowe. Związał się tam z grupą antytrynitarian. Zmarł w Alba Julia w 1568.
Synem Rafała był Rudolf Skrzetuski-Hoffhalter, również zajmujący się drukarstwem.